# Faith (álbum de George Michael)
Faith é o primeiro álbum solo de estúdio do cantor inglês George Michael, lançado em 30 de outubro de 1987, pelas gravadoras Columbia Records e Epic Records. Além de tocar vários instrumentos no álbum, Michael escreveu e produziu todas as faixas da gravação, exceto uma, "Look at Your Hands", que ele co-escreveu com David Austin. Sonoramente um álbum pop-R&B inspirado na música negra, traz canções que incluem letras introspectivas, algumas delas gerando controvérsias sobre os relacionamentos pessoais do artista na época em que foram lançadas.
Comercialmente, alcançou a posição de número um na parada de álbuns do Reino Unido e na Billboard 200 dos EUA. Na última citada, permaneceu por 51 semanas não consecutivas no top 10, incluindo 12 semanas como número um. Foi também o primeiro álbum de um artista solo branco a atingir o primeiro lugar na parada Billboard R&B/Hip-Hop Albums. Quatro singles atingiram o número um na Billboard Hot 100: "Faith", "Father Figure", "One More Try" e "Monkey", tornando o cantor o único artista solo masculino britânico a ter quatro sucessos número um com um álbum na parada.
Como forma de divulgação, Michael embarcou na The Faith Tour, em fevereiro de 1988, cuja abertura ocorreu na arena Budoka, de Tóquio, antes de ir para a Austrália, Europa e América do Norte.
Com vendas superiores a 20 milhões de cópias, tornou-se um dos álbuns mais vendidos de todos os tempos. Foi certificado como disco de Diamante pela Recording Industry Association of America em 1996, por atingir 10 milhões de cópias nos Estados Unidos.
O álbum ganhou vários prêmios, incluindo Álbum do Ano no 31º Grammy Awards, três prêmios no American Music Awards de 1989: Artista Masculino Pop/Rock Favorito, Artista Masculino Soul/R&B Favorito e Álbum Soul/R&B Favorito. O cantor foi homenageado com o MTV Video Vanguard Award, em 1989.
Frequentemente classificado como um dos melhores álbuns da década de 1980, Faith ficou em 151º lugar na lista da revista Rolling Stone dos 500 melhores álbuns de todos os tempos, em 2020.

## Antecedentes
Em 1986, Michael tinha completado cinco anos como vocalista da popular dupla de música pop Wham!. Naquela data, ele estava cansado das acusações de que o grupo, que formava com seu melhor amigo Andrew Ridgeley, nada mais era do que um grupo adolescente, apesar de canções com viés mais adulto como Careless Whisper.
Após o sucesso de Make It Big, Michael estava desanimado com a dupla e revelou a Ridgeley o desejo de que eles se separassem. Foi tomada a decisão de que o grupo ria dissolvido após o fim de um show no Estádio de Wembley, da turnê intitulada The Final, mesmo nome dado ao último álbum da dupla.
Após a separação, Michael começou a trabalhar em canções que eventualmente fariam parte do seu primeiro álbum solo, que seria intitulado Faith. Michael foi inspirado por seus contemporâneos: Michael Jackson e Prince. Em entrevista revelou: "Eu absolutamente queria estar na mesma estratosfera que [Jackson e Prince], definitivamente. Eu deixei, alguns anos antes, de estar feliz por estar no Top of the Pops, e pensava: 'Eu posso fazer o que Michael Jackson pode fazer.' Quero dizer, ele tinha acabado de fazer Thriller pelo amor de Deus! Eu não teria coragem agora. Eu queria estar nessa linha, mas, principalmente, queria fazer música tão boa quanto a deles".

## Gravação
O álbum levou mais de um ano para ficar pronto. As primeiras canções a serem selecionadas foram "I Want Your Sex (Part 1)" e "Look At Your Hands" (que tinha como título provisório "Betcha Don't Like It"), gravadas em agosto e setembro de 1986, respectivamente, no Sarm West Studios, em Londres. No entanto, não foi até fevereiro de 1987 - após seis meses de pouca atividade - que a gravação começou de fato, desta vez nas instalações do PUK Studios, localizado perto de Aarhus, na Dinamarca.
As canções eram majoritariamente escritas por ele pouco a pouco no estúdio, muitas vezes com a ajuda de tecnologia, como as de baterias eletrônicas que ajudaram a criar ritmos básicos. Em vez de usar uma seção rítmica ao vivo (como foi o caso de Make It Big, do Wham!), cada instrumento foi dobrado no estúdio principal. Alguns músicos que trabalhavam em estúdios, ajudaram a realizar suas ideias musicais, caso contrário, ele tentava tocar muitas (se não todas) as partes sozinho, como foi o caso de "I Want Your Sex (Part 1)", "Hard Day " e "Monkey". As sessões de gravação no PUK, no entanto, terminaram no final de maio, logo após a gravação da faixa-título, "Faith", devido a Michael começar a sofrer de febre de cabine, de acordo com o engenheiro Chris Porter. As sessões foram retomadas posteriormente em Sarm West, onde ocorreriam os últimos estágios da produção.
Além de tocar vários instrumentos, ele escreveu e produziu todas as faixas da gravação, exceto uma, "Look at Your Hands", que ele co-escreveu com David Austin. Boa parte do álbum traz uma sonoridade de R&B contemporâneo e apresenta os vocais de Michael em um novo modo de estilo. Suas canções são repletas de letras introspectivas, o que gerou controvérsias sobre os relacionamentos pessoais que tivera na época. O álbum compreende muitos estilos musicais, incluindo soul ("Father Figure", "One More Try"), rock ("Look at Your Hands", "Faith", "Hand to Mouth"), funk ("Monkey", "Hard Day ") e jazz ("Kissing a Fool").
Parte do material era mais explícito do que o de seus lançamentos anteriores, no grupo Wham!, como por exemplo "I Want Your Sex", que tinha três partes: a primeira intitulada "Rhythm 1: Lust", que era a versão que viria a ser lançada como single e trazia influências do electro funk; a segund foi intitulada "Rhythm 2: Brass in Love", que misturou uma instrumentação funk ao vivo mais instrumental, com um arranjo de R&B mais suave durante os versos; a terceira parte, que foi editada para ser a última música do álbum, foi intitulada "Rhythm 3: A Last Request", apresentando uma quiet storm influenciada pelo jazz e R&B combinadas com letras que falam do cantor bêbado, tentando trazer uma amante para sua cama.
A faixa-título começou com uma fanfarra de órgão que na verdade era a música "Freedom" do Wham!, tocada como se estivesse em uma catedral. Depois disso, a música apresentou um som rockabilly semelhante ao que era feito por Bo Diddley, enquanto Michael adicionou seu próprio estilo com seus vocais. "Father Figure" originalmente era uma produção de dance music até que Michael removeu parte de sua bateria, tornando a música uma balada R&B mid-tempo. "One More Try" era uma canção de música soul na tradição das canções dos cantores Marvin Gaye e Stevie Wonder; sua letra fala de um homem que afasta sua amante por medo de repetir relacionamentos anteriores, apenas para aceitar o convite no final.
Os sintetizadores usados por Michael no álbum incluem Yamaha DX7, Roland S-50, Roland D-50 e Roland Juno-106 (usado para a maioria das partes de baixo e cordas sintetizadas). As baterias eletrônicas eram uma LinnDrum (a principal bateria eletrônica de Michael no álbum - não a Linn 9000), Roland TR-808 e uma Yamaha RX-5, enquanto as partes da bateria eram tocadas em uma bateria Pearl ("Look At Your Hands") e Roland Octapad. O amostrador Greengate DS3 do engenheiro Chris Porter às vezes era usado em conjunto com o Linn para certos sons de bateria, embora os sons do Linn fossem o que Michael preferia. Partes não sintetizadas foram tocadas por Michael em um Fender Precision Bass.

## Lançamento

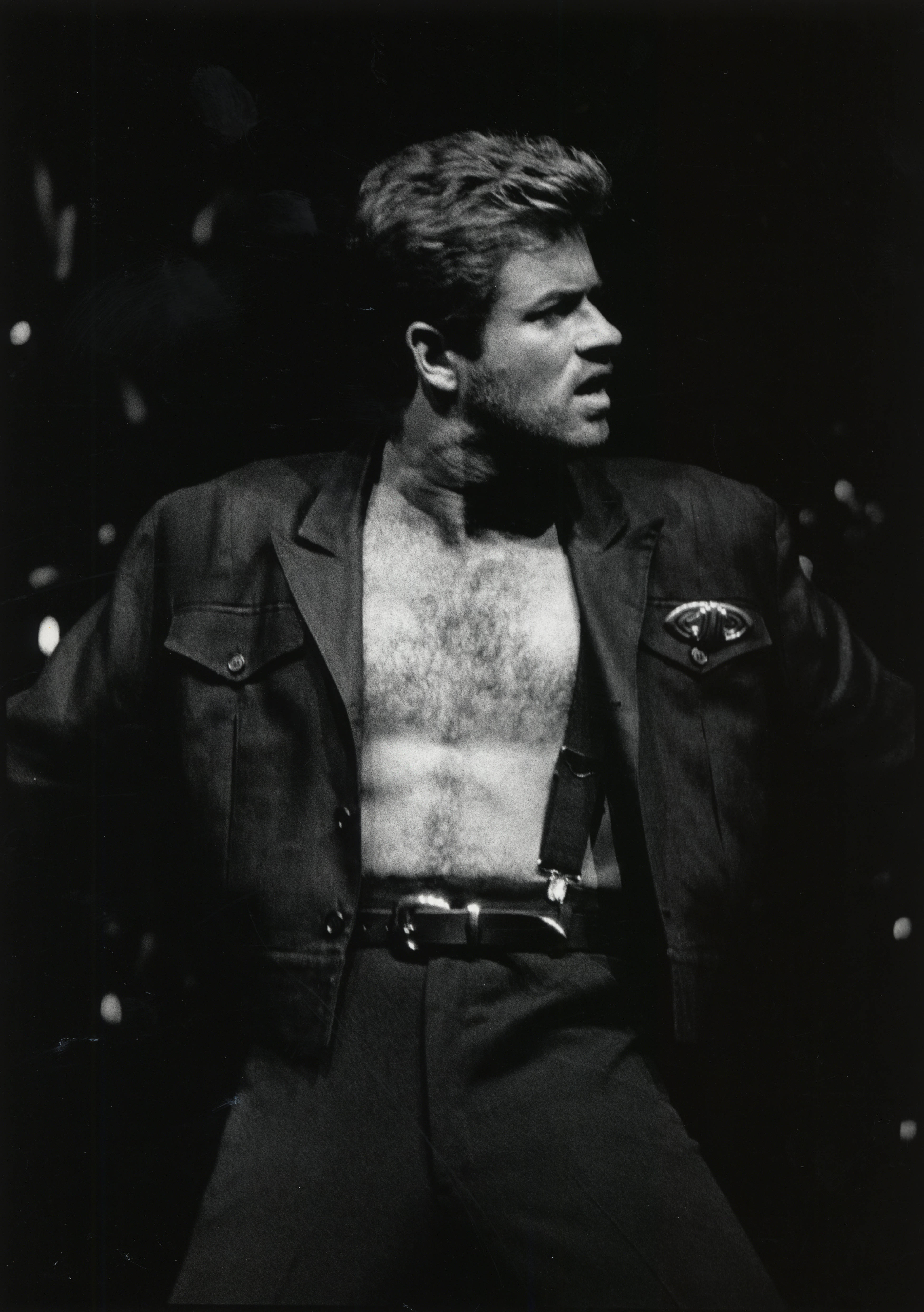
Michael durante a during um concerto da The Faith Tour, em 1988.

Após 25 semanas do seu lançamento, Faith alcançou o primeiro lugar na Billboard 200 dos EUA. Seu sucesso inicial e sucessivo nas paradas foi parcialmente sustentado - com a ajuda de muitas aparições na imprensa e promoções - por seus fortes lançamentos de singles. Depois que "I Want Your Sex" ajudou a impulsioná-lo para sua estreia no topo das paradas, o segundo single "Faith" ajudou no domínio contínuo das vendas do álbum. Ele também alcançou o primeiro lugar na parada de álbuns do Reino Unido, embora tenha permanecido no primeiro lugar por apenas uma semana. O álbum permaneceu por 51 semanas não consecutivas no top 10 da Billboard 200, incluindo 12 semanas como número um. Foi também o primeiro álbum de um artista solo branco a atingir o primeiro lugar na parada de álbuns de música negra da revista Billboard.
Em uma entrevista de 1988, para a revista Jet, Michael foi citado como tendo dito: "Eu estava muito mais feliz com [Faith] sendo o álbum nº 1 das paradas negras do que quando se tornou o álbum nº 1 pop. Havia muito mais de uma sensação de realização. Eu sabia que este álbum seria um choque ou uma surpresa para as pessoas neste país. O lado uptempo da nova música é mais abertamente sexual, mais negro".
Durante 1987 e 1988, Faith produziu uma série de singles de sucesso para Michael, incluindo seis dos cinco maiores sucessos da Billboard Hot 100, quatro dos quais ("Faith", "Father Figure", "One More Try" e "Monkey") alcançaram número um, tornando-o o único artista solo masculino britânico a ter quatro sucessos número um de um álbum na Billboard Hot 100. "Faith" foi o single mais vendido de 1988 nos Estados Unidos; com "Careless Whisper" tendo sido o single mais vendido em 1985, Michael se tornou o primeiro músico a alcançar duas paradas de singles de fim de ano da Billboard desde "Hey Jude" dos Beatles que liderou a parada de singles de fim de ano em 1968 depois de "I Want to Hold Your Hand" o havia feito em 1964. Michael também tinha o álbum e o single número um do ano, o que não acontecia desde 1970, quando Simon & Garfunkel conquistaram as duas posições com Bridge Over Troubled Water" e sua faixa-título.
Uma compilação de vídeo com o mesmo nome foi lançada pela CMV Enterprises em 9 de agosto de 1988, para promover o álbum. A primeira compilação de vídeo solo do cantor continha seis videoclipes do álbum - "I Want Your Sex", "Faith", "Father Figure", "One More Try", "Monkey" e "Kissing a Fool". Esses vídeos foram posteriormente lançados na compilação de vídeo de 1999 Ladies & Gentlemen: The Best of George Michael.

## The Faith Tour
Michael embarcou em uma turnê mundial para promover o álbum em fevereiro de 1988, abrindo na arena Budokan de Tóquio, antes de ir para a Austrália, Europa e América do Norte. Em Los Angeles, Michael foi acompanhado no palco por Aretha Franklin para um dueto em "I Knew You Were Waiting (For Me)". Em junho, Michael interrompeu a turnê para cantar três canções na Homenagem ao 70º aniversário de Nelson Mandela no Estádio de Wembley.

## Presenças em Trilhas Sonoras (Brasil)
Do álbum "Faith", duas canções foram incluídas em trilhas sonoras de novelas. A primeira foi "I Want Your Sex", em uma versão editada para a trilha sonora internacional da novela Brega & Chique, exibida em 1987 pela TV Globo. Nessa obra a canção foi tema do núcleo jovem e do personagem "Bruno", interpretado por Cassio Gabus Mendes. No ano seguinte "Father Figure" fez parte da trilha internacional da novela Vale Tudo, exibida também pela TV Globo. Na trama de Gilberto Braga a canção foi tema de "Marco Aurélio" e "Leila", interpretados por Reginaldo Faria e Cassia Kis.

## Edição remasterizada de 2011
Uma edição remasterizada de Faith foi lançada em 31 de janeiro de 2011 no Reino Unido, e em 1º de fevereiro de 2011 nos Estados Unidos. Está disponível em vários formatos: Box Set de Colecionador em Edição Limitada, Edição Especial com dois CDs e um DVD, Edição de dois CDs e iTunes LP. O lançamento da caixa contém: o álbum remasterizado em CD, um CD adicional de versões remasterizadas de 12" e lados B; um DVD com um especial de TV de 1987, um livro de capa dura que inclui uma entrevista exclusiva com George Michael, notas de capa, fotos raras e memorabilia, uma réplica do álbum de vinil do LP original e um envelope de memorabilia que inclui cinco impressões de arte, reprodução de pôster, ingressos e passe da turnê Faith provenientes do arquivo pessoal de Michael e um estojo preto, folheado a ouro com sobreposição de arte original. As primeiras 2.000 cópias também foram fornecidas com uma litografia numerada à mão anexada (gravada) fora do box set.

## Recepção crítica
| Críticas profissionais        | Críticas profissionais |
| Avaliações da crítica         | Avaliações da crítica  |
| Fonte                         | Avaliação              |
| ----------------------------- | ---------------------- |
| AllMusic                      | [ 12 ]                 |
| The Boston Phoenix            | [ 34 ]                 |
| Los Angeles Times             | [ 35 ]                 |
| Pitchfork                     | 8.7/10                 |
| Record Collector              | [ 36 ]                 |
| Rolling Stone                 | [ 37 ]                 |
| The Rolling Stone Album Guide | [ 38 ]                 |
| The Village Voice             | B+                     |

Faith foi recebida com grande aclamação da crítica musical.
Mark Coleman, da revista Rolling Stone, elogiou Michael por emergir como "um dos principais artesãos da música pop, um artesão meticuloso que combina um talento gracioso para ganchos vocais com uma habilidade incrível de vasculhar o passado em busca de ideias musicais e ainda soar fresco" e apelidou Michael de "Elton John dos anos 1980". Coleman também afirmou que Faith é "uma espécie de álbum conceitual" que incorpora "groove disco [variando] da batida urbana à lenta onda de calor tropical", elogiando-o por ser "baseado em uma paixão e compromisso pessoal".
Steve Huey, do site AllMusic, o avaliou com cinco estrelas de cinco, o considerou uma "obra-prima" do pop rock e notou que "embora Faith não pudesse abalar completamente a imagem chiclete de Michael em alguns lugares, os temas do álbum eram decididamente adultos" sobretudo com a canção "I Want Your Sex". Ele descreveu o álbum como "um dos melhores álbuns pop dos anos 80" e afirmou que poucas vezes após o seu lançamento o cantor conseguiu atingir a mesma excelência com um de seus discos.

### Reavaliação
| Críticas profissionais | Críticas profissionais |
| Pontuações agregadas   | Pontuações agregadas   |
| Fonte                  | Avaliação              |
| ---------------------- | ---------------------- |
| Metacritic             | 90/100                 |
| Avaliações da crítica  |                        |
| Fonte                  | Avaliação              |
| BBC Music              | 10/10                  |
| Entertainment Weekly   | A                      |
| Filter                 | 85%                    |
| Islington Gazette      | [ 44 ]                 |
| Q                      | [ 45 ]                 |
| Rolling Stone          | [ 46 ]                 |
| Slant Magazine         | [ 47 ]                 |

O relançamento de 2011 recebeu aclamação universal da crítica musical de acordo com o Metacritic.
Em uma crítica da revista Billboard, Faith foi considerado como tendo "cimentado [Michael] como um ícone da MTV e uma superestrela global" e moldado o som do "pop do final dos anos 80 tanto quanto qualquer LP de seu tempo". Ian Wade, da BBC Music o elogiou por ser um "clássico de sua época" e "um dos lançamentos principais mais audíveis dos anos 80". Ele também o considerou responsável por transformá-lo em uma "superestrela internacional adequada, confirmando seu lugar de direito na mesa principal do pop".
Resenhando sobre a reedição de Faith de 2011, Arwa Haider do jornal Metro afirmou: "Faith ainda explode com autoconfiança, vaidade de designer, canções clássicas e imagens, desde a faixa-título de abertura que começa com um trecho de "Freedom" do Wham!' que vem antes de começar um rock 'n' roll alegre. É fácil de entender porque Faith alcançou números de vários milhões de cópias vendidas, embora as baladas magistrais ("Father Figure", "One More Try") tenham passado no teste [do tempo] melhor do que seu lado funk-pop".
Em 1989, Faith foi classificado em 84º lugar na lista da revista Rolling Stone dos melhores álbuns dos anos 80. Em 2003, o álbum foi classificado em 480º lugar na lista da mesma revista dos 500 melhores álbuns de todos os tempos, enquanto em 2012, ficou oito lugares acima no número 472 em uma lista atualizada. Em uma lista revisada de 2020, subiu para 151. Faith ficou em 79º lugar em uma pesquisa de 2005 realizada pelo Channel 4 da televisão britânica para determinar os 100 melhores álbuns de todos os tempos. Em 2006, a revista Q o colocou em 24º lugar em sua lista dos 40 melhores álbuns dos anos 80. A revista Slant Magazine o listou em 62º lugar em sua lista de Melhores Álbuns da década de 1980.

## Prêmios e indicações
Faith rendeu a Michael inúmeros elogios, incluindo Álbum do Ano no 31º Grammy Awards. Michael recebeu três prêmios no American Music Awards de 1989: Artista Masculino Pop/Rock Favorito, Artista Masculino Soul/R&B Favorito e Álbum Soul/R&B Favorito por Faith. Ele também foi homenageado com o MTV Video Vanguard Award.
| Ano  | Premiação                            | Categoria                                         | Trabalho                                                   | Resultado | Ref.   |
| ---- | ------------------------------------ | ------------------------------------------------- | ---------------------------------------------------------- | --------- | ------ |
| 1988 | Billboard Year-End Number One Awards | Top Pop Albums                                    | "Faith"                                                    | Venceu    |        |
| 1989 | Grammy Awards                        | Álbum do Ano                                      | Faith                                                      | Venceu    | [ 56 ] |
| 1989 | Grammy Awards                        | Performance masculina pop                         | "Father Figure"                                            | Indicado  | [ 57 ] |
| 1989 | American Music Awards                | Favorite Soul/R&B Album                           | Faith                                                      | Venceu    | [ 58 ] |
| 1989 | American Music Awards                | Favorite Pop/Rock Album                           | Faith                                                      | Indicado  | [ 58 ] |
| 1989 | American Music Awards                | Favorite Soul/R&B Male Artist                     | George Michael                                             | Venceu    | [ 58 ] |
| 1989 | American Music Awards                | Favorite Pop/Rock Male Artist                     | George Michael                                             | Venceu    | [ 58 ] |
| 1988 | MTV Video Music Awards               | Best Direction in a Video                         | "Father Figure" (Diretores: Andy Morahan e George Michael) | Venceu    | [ 59 ] |
| 1988 | MTV Video Music Awards               | Best Cinematography in a Video                    | "Father Figure" (Diretores: Andy Morahan e George Michael) | Indicado  | [ 59 ] |
| 1988 | MTV Video Music Awards               | Best Art Direction in a Video                     | "Faith" Diretor de arte: Bryan Jones                       | Indicado  | [ 59 ] |
| 1989 | MTV Video Music Awards               | Video Vanguard Award                              | George Michael                                             | Venceu    | [ 60 ] |
| 1988 | Brit Awards                          | Best British Album                                | Faith                                                      | Indicado  | [ 61 ] |
| 1988 | Brit Awards                          | Best British Male Artist                          | George Michael                                             | Venceu    | [ 61 ] |
| 1989 | Ivor Novello Awards                  | International Hit of the Year                     | Faith                                                      | Venceu    |        |
| 1988 | Japan Gold Disc Awards               | The Best International Pop Solo Album of the Year | Faith                                                      | Venceu    | [ 62 ] |

## Lista de faixas
- Créditos adaptados do site AllMusic.[12]

Todas as faixas escritas e compostas por George Michael, exceto onde indicado. 
| N.º | Título                                       | Duração |  |
| 1.  | "Faith"                                      | 3:16    |  |
| 2.  | "Father Figure"                              | 5:36    |  |
| 3.  | "I Want Your Sex (I & II)"                   | 9:17    |  |
| 4.  | "One More Try"                               | 5:50    |  |
| 5.  | "Hard Day"                                   | 4:48    |  |
| 6.  | "Hand to Mouth"                              | 4:36    |  |
| 7.  | "Look at Your Hands" (David Austin, Michael) | 4:37    |  |
| 8.  | "Monkey"                                     | 5:06    |  |
| 9.  | "Kissing a Fool"                             | 4:35    |  |
| 10. | "Hard Day (Shep Pettibone Remix)"            | 6:29    |  |
| 11. | "A Last Request (I Want Your Sex Part III)"  | 3:48    |  |

## Desempenho comercial
Faith foi o álbum mais vendido de 1988 nos Estados Unidos e, eventualmente, alcançou a certificação Diamond pela Recording Industry Association of America. De acordo com a Nielsen SoundScan, as vendas atuais do álbum são de 11 milhões de cópias, tornando-o o 52º álbum mais vendido nos Estados Unidos. No total, vendeu cerca de 20 milhões de cópias em todo o mundo.
| Tabela musical (1987–2011)               | Melhor posição |
| ---------------------------------------- | -------------- |
| Australian Albums (Kent Music Report)    | 3              |
| Áustria (Ö3 Austria Top 40)              | 3              |
| Bélgica (Ultratop Flandres)              | 33             |
| Bélgica (Ultratop Valônia)               | 24             |
| Canadian Albums (The Record)             | 1              |
| Países Baixos (Dutch Charts)             | 1              |
| European Albums (Top 100)                | 1              |
| Finnish Albums (Suomen virallinen lista) | 4              |
| French Albums (SNEP)                     | 5              |
| Alemanha (Offizielle Deutsche Charts)    | 3              |
| Japanese Albums (Oricon)                 | 11             |
| Nova Zelândia (RMNZ)                     | 3              |
| Noruega (VG-lista)                       | 3              |
| Spanish Albums (PROMUSICAE)              | 1              |
| Suécia (Sverigetopplistan)               | 4              |
| Suíça (Schweizer Hitparade)              | 4              |
| Reino Unido (Official Albums Chart)      | 1              |
| Estados Unidos (Billboard 200)           | 1              |
| Estados Unidos (Top R&B/Hip Hop Albums)  | 1              |
| Zimbabwean Albums (ZIMA)                 | 1              |

| Tabela musical (1987)                        | Posição |
| -------------------------------------------- | ------- |
| Australian Albums (Kent Music Report)        | 73      |
| Canada Top Albums/CDs (RPM)                  | 65      |
| Dutch Albums (MegaCharts)                    | 25      |
| French Albums (SNEP)                         | 7       |
| German Albums (Offizielle Top 100)           | 14      |
| Norwegian Christmas Period Albums (VG-lista) | 4       |
| UK Albums (OCC)                              | 25      |
| Tabela musical (1988)                        | Posição |
| Australian Albums (ARIA)                     | 11      |
| Austrian Albums (Ö3 Austria)                 | 8       |
| Dutch Albums (MegaCharts)                    | 14      |
| Spanish Albums (PROMUSICAE)                  | 2       |
| New Zealand (RMNZ)                           | 12      |
| Norwegian Winter Period Albums (VG-lista)    | 14      |
| Swiss Albums Chart                           | 12      |
| UK Albums (OCC)                              | 37      |
| US Billboard 200                             | 1       |
| US Top R&B/Hip-Hop Albums (Billboard)        | 3       |
| Tabela musical (1989)                        | Posição |
| Canada Top Albums/CDs (RPM)                  | 78      |
| US Billboard 200                             | 43      |

| Tabela musical (1990–99)     | Posição |
| ---------------------------- | ------- |
| Austrian Albums (Ö3 Austria) | 43      |

| Tabela musical   | Posição |
| ---------------- | ------- |
| US Billboard 200 | 81      |

## Certificações e vendas
| Região                                                                                             | Certificação | Vendas      |
| -------------------------------------------------------------------------------------------------- | ------------ | ----------- |
| Alemanha (BVMI)                                                                                    | Ouro         | 250,000^    |
| Argentina (CAPIF)                                                                                  | Platina      | 60,000^     |
| Austrália (ARIA)                                                                                   | 4× Platina   | 350,000^    |
| Brasil (Pro-Música Brasil)                                                                         | —            | 280,000     |
| Canadá (Music Canada)                                                                              | Diamante     | 1,000,000^  |
| Canadá (Music Canada) álbum de vídeo                                                               | Platina      | 10,000^     |
| Dinamarca (IFPI Dinamarca)                                                                         | Platina      | 20,000^     |
| Espanha (PROMUSICAE)                                                                               | 2× Platina   | 200,000^    |
| Estados Unidos (RIAA)                                                                              | Diamante     | 10,000,000^ |
| Estados Unidos (RIAA) álbum de vídeo                                                               | Platina      | 100,000^    |
| França (SNEP)                                                                                      | 2× Platina   | 600,000*    |
| Hong Kong (IFPI Hong Kong Group)                                                                   | Ouro         | 10,000*     |
| Japão (RIAJ)                                                                                       | —            | 204,000     |
| Noruega (IFPI Noruega)                                                                             | Ouro         | 50,000      |
| Nova Zelândia (RMNZ)                                                                               | Platina      | 15,000^     |
| Países Baixos (NVPI)                                                                               | Platina      | 100,000^    |
| Reino Unido (BPI)                                                                                  | 4× Platina   | 1,300,000   |
| Suécia (GLF)                                                                                       | Ouro         | 50,000^     |
| Suíça (IFPI Suíça)                                                                                 | 2× Platina   | 100,000^    |
| Resumos                                                                                            |              |             |
| Mundo                                                                                              | —            | 20,000,000  |
| *números de vendas baseados somente na certificação ^distribuições baseadas apenas na certificação |              |             |